# Hygrophila ciliata
Hygrophila ciliata är en akantusväxtart som först beskrevs av T. Anders., och fick sitt nu gällande namn av Isaac Henry Burkill. Hygrophila ciliata ingår i släktet Hygrophila och familjen akantusväxter. Inga underarter finns listade i Catalogue of Life.